# Parochiehuis
Een parochiehuis is een gebouw dat fungeerde als gemeenschapshuis voor rooms-katholieke parochianen. Het parochiehuis bezat gewoonlijk een ruimte met toneel, waar vergaderingen, lezingen, bijeenkomsten en feesten werden gehouden en voorstellingen werden gegeven. Ook waren er wel kleinere ruimten, bijvoorbeeld voor de jeugd, waarin zich tafels voor tafelvoetbal, tafeltennis en eventueel een biljart bevonden. Verder was er vaak een inpandige kapel. Ook veel rooms-katholieke verenigingen maakten gebruik van het parochiehuis.

## Parochiehuis in België
België kent een eeuwenlange traditie van het bouwen van panden voor parochianen apart van het kerkgebouw. Een van de oudste voorbeelden is het parochiehuis dat in 1664 gebouwd werd aan de Grote Markt te Sint-Niklaas. De meeste parochiehuizen dateren uit de eerste helft van de twintigste eeuw. Vrijwel alle parochies hadden een parochiehuis, ook wel Parochiaal (Ontmoetings) Centrum (PC / POC) genoemd. Toen de rol van de rooms-katholieke kerk in het openbare leven kleiner werd, werd de functie van ontmoetingsruimte dikwijls overgenomen. Vaak door gemeentes waardoor ze voor private en openbare feesten en als fuifzaal kunnen gebruikt worden. Soms  kreeg het parochiehuis een bestemming als restaurant of werden er wooneenheden in gecreëerd.

## Parochiehuis in Nederland
Omdat de rooms-katholieke godsdienst na de Vrede van Münster niet langer openlijk beleden mocht worden, heeft Nederland eeuwenlang geen parochiehuizen gekend. Toen met de grondwet van 1848 godsdienstvrijheid werd ingevoerd, maakten veel parochies van die vrijheid gebruik om niet alleen een kerk maar ook een parochiehuis te bouwen. Een van de eerste parochiehuizen werd gebouwd in 1860 te Buchten.
In het begin van de twintigste eeuw riepen de Nederlandse bisschoppen de parochies op om patronaten te stichten. Aan die oproep werd breed gehoor gegeven en ongeveer de helft van alle parochies liet een patronaatsgebouw optrekken. Als gevolg daarvan bleven er nauwelijks middelen over voor de bouw van parochiehuizen. Deze kregen pas weer aandacht toen de patronaten aan het eind van de jaren twintig sterk aan belang hadden ingeboet. Met name in de jaren dertig werden veel parochiehuizen gebouwd. Ook werden veel voormalige patronaatsgebouwen in gebruik genomen als parochiehuis. 

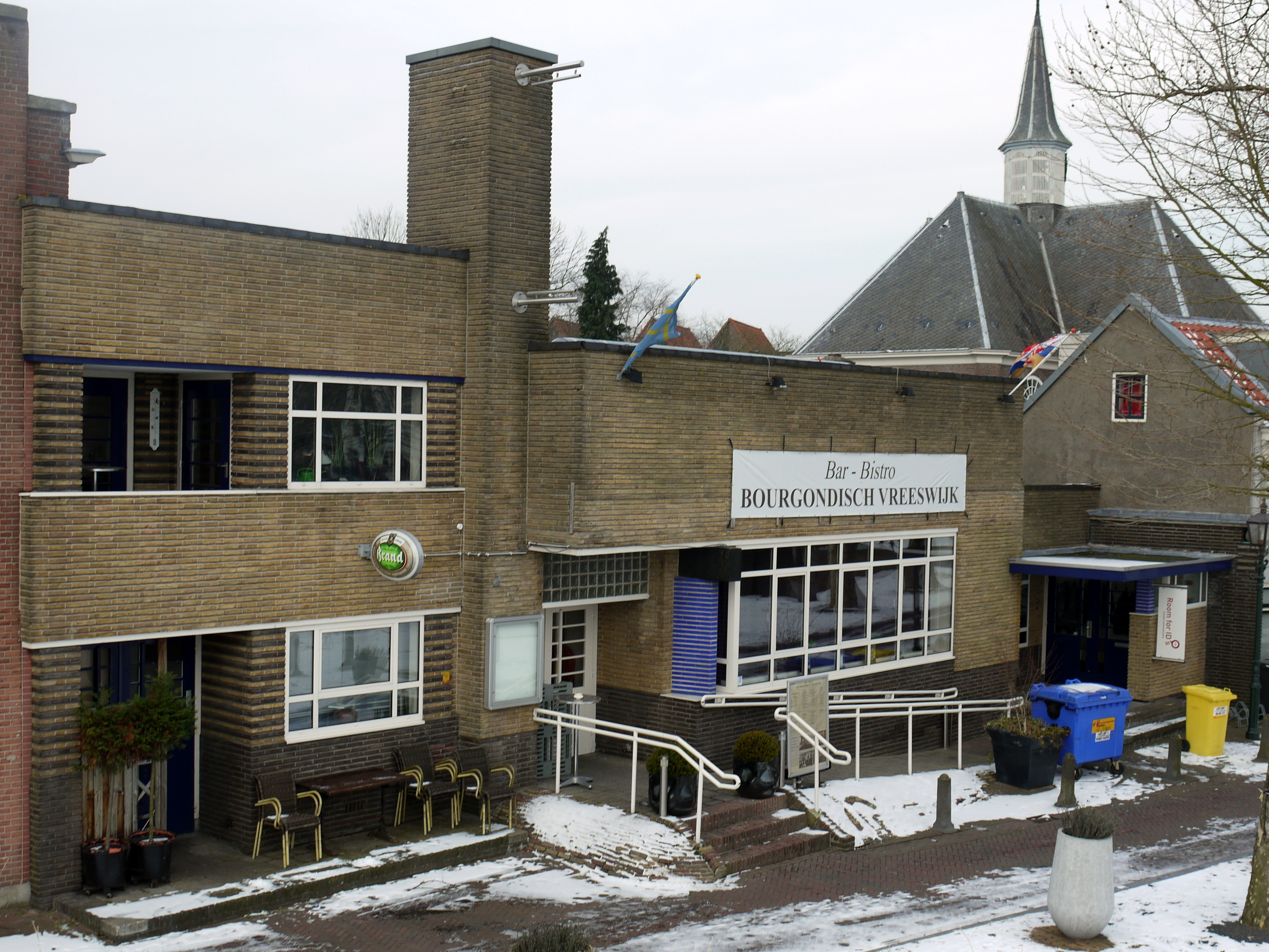
Voormalig parochiehuis te Nieuwegein (1932)

De parochiehuizen speelden een rol in de verzuiling. Aan het -door de parochie gestimuleerde- rooms-katholieke verenigingsleven werd actief leiding gegeven door de plaatselijke pastoor en kapelaan. Eind jaren zestig verdween geleidelijk de verzuiling, en daarmee ook de rechtstreekse bemoeienis van de parochie met het verenigingsleven. De katholieke verenigingen gingen openstaan voor niet-katholieken of fuseerden met de niet-katholieke zusterverenigingen. De parochiehuizen werden afgestoten en gingen de functie van gemeenschapshuis vervullen, of ze werden verkocht aan projectontwikkelaars die er bijvoorbeeld appartementen in bouwden of ze lieten slopen. Ook kregen ze soms een commerciële functie, bijvoorbeeld als horecagelegenheid.

## Erfgoed
Een aantal van de voormalige parochiehuizen die in (vrijwel) oorspronkelijke staat behouden zijn gebleven, is erkend als onroerend erfgoed. In Nederland hebben deze gebouwen in veel gevallen de status van gemeentelijk monument of rijksmonument gekregen.

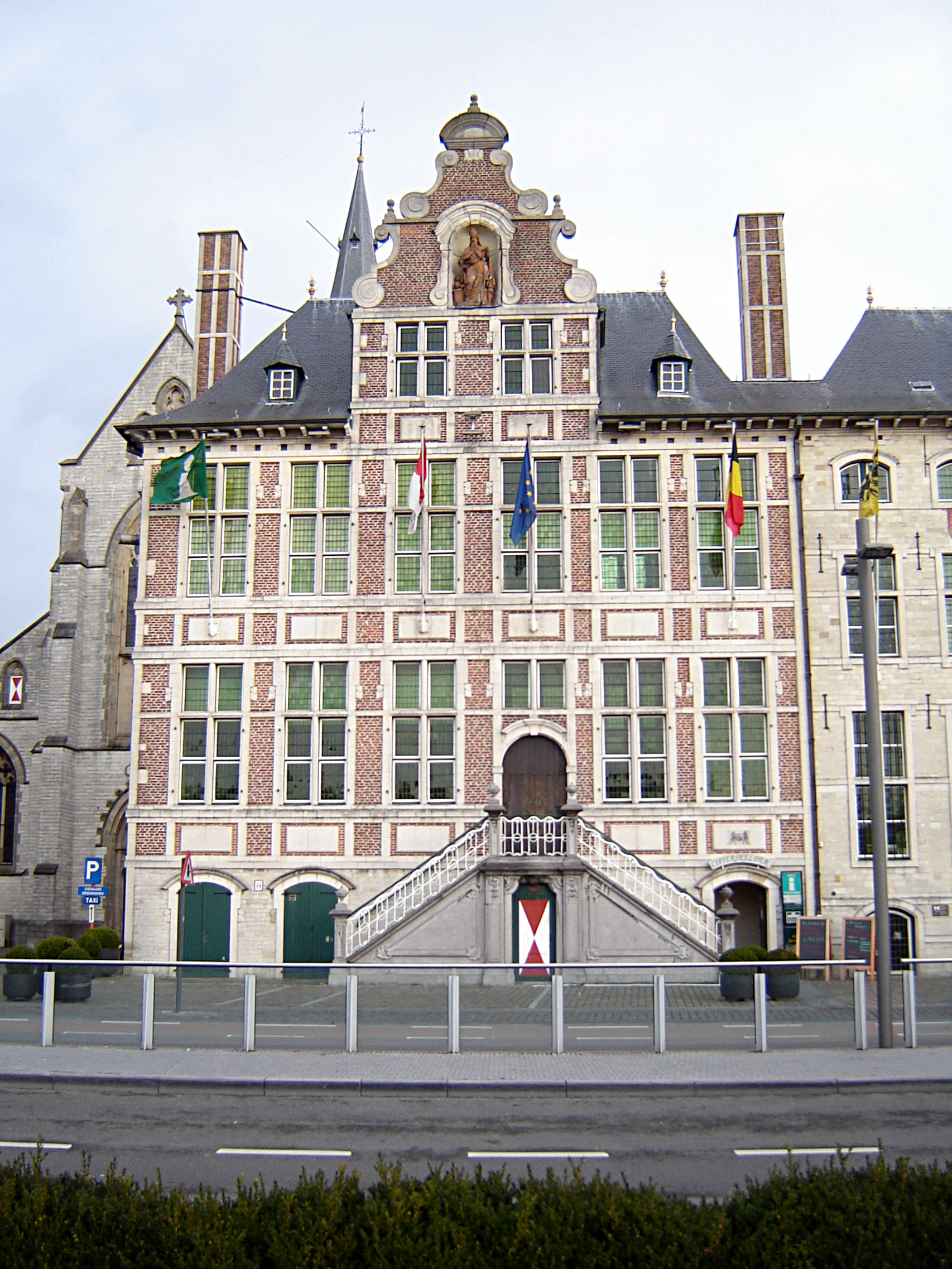
Parochiehuis te Sint-Niklaas (1664)
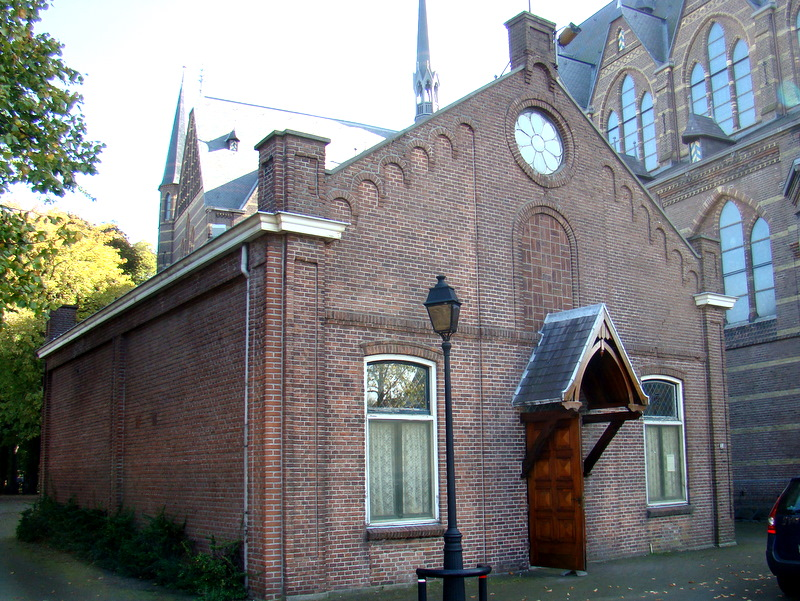
Parochiehuis De Schaapskooi te Hilversum (1891)
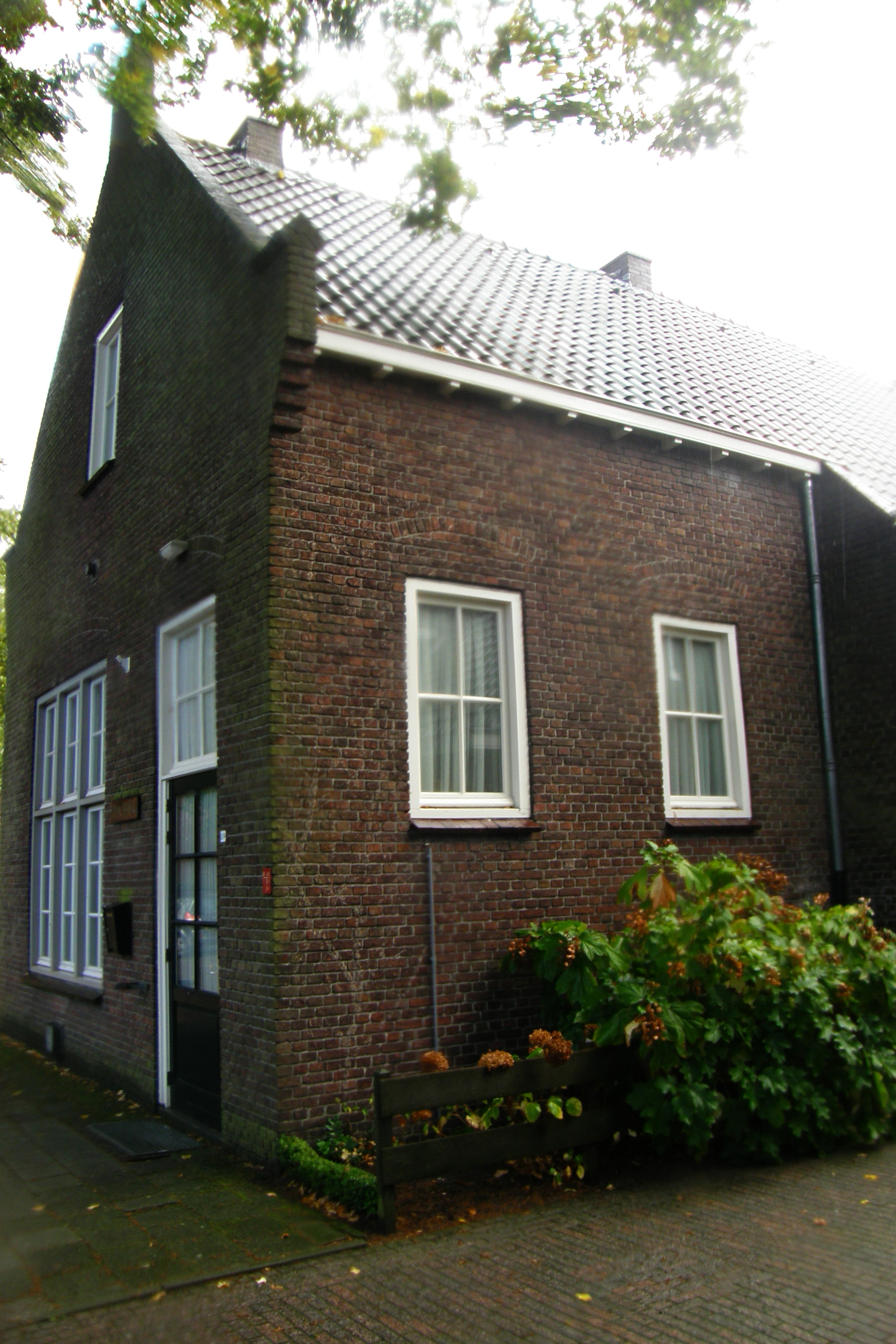
Parochiehuis Den Bauw te Son en Breugel (1899)
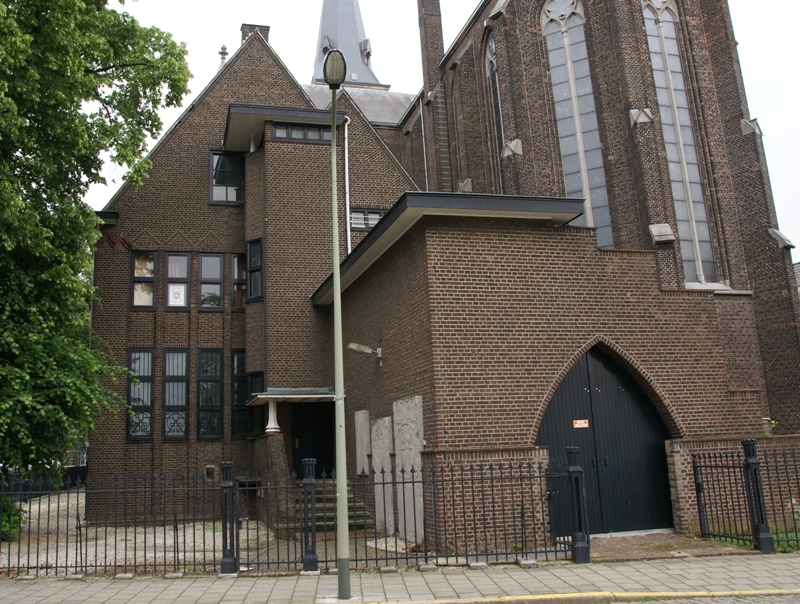
Parochiehuis Sint Martinuskerk te Maastricht (1933)
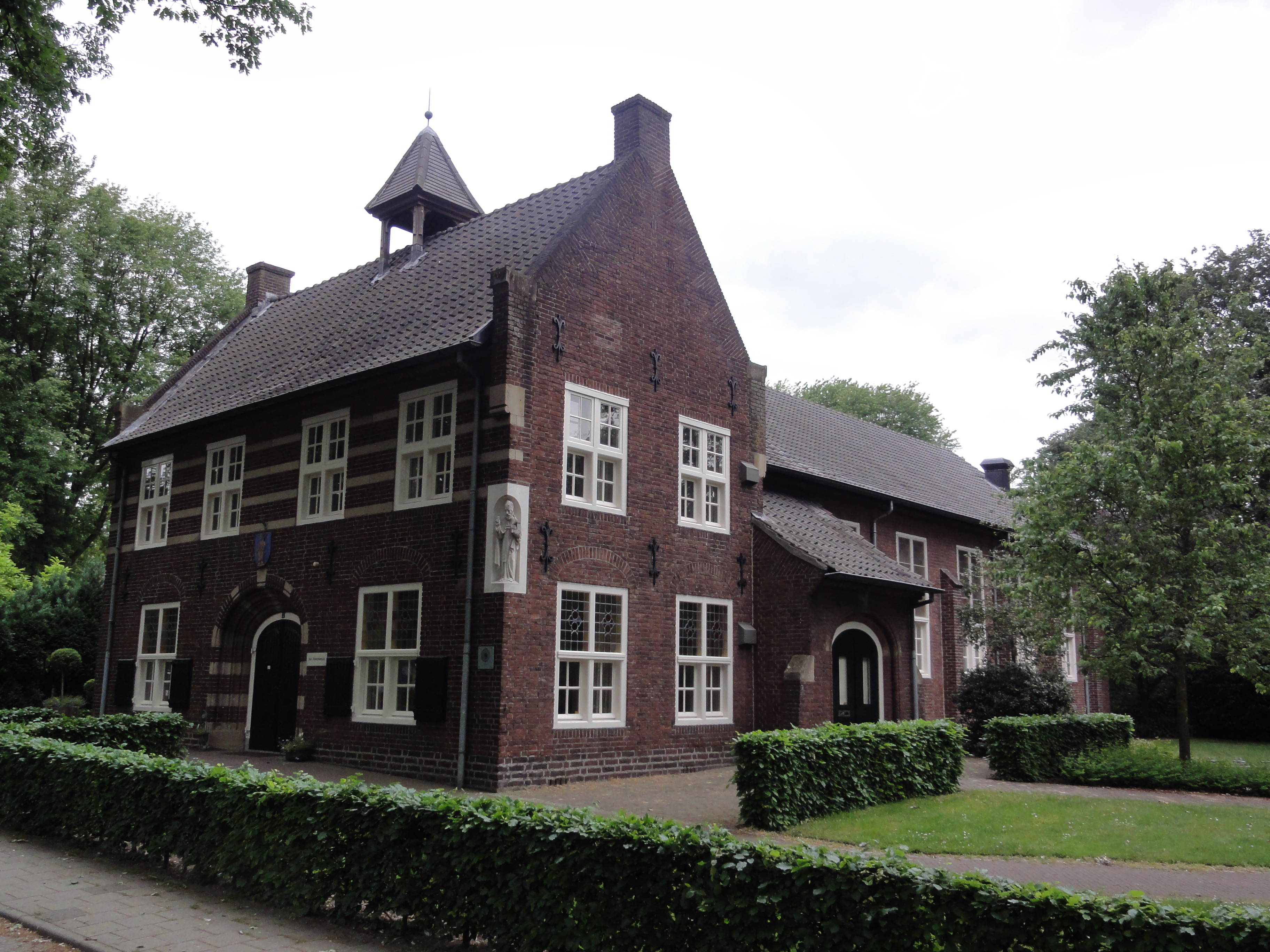
Parochiehuis te Bakel (1934)
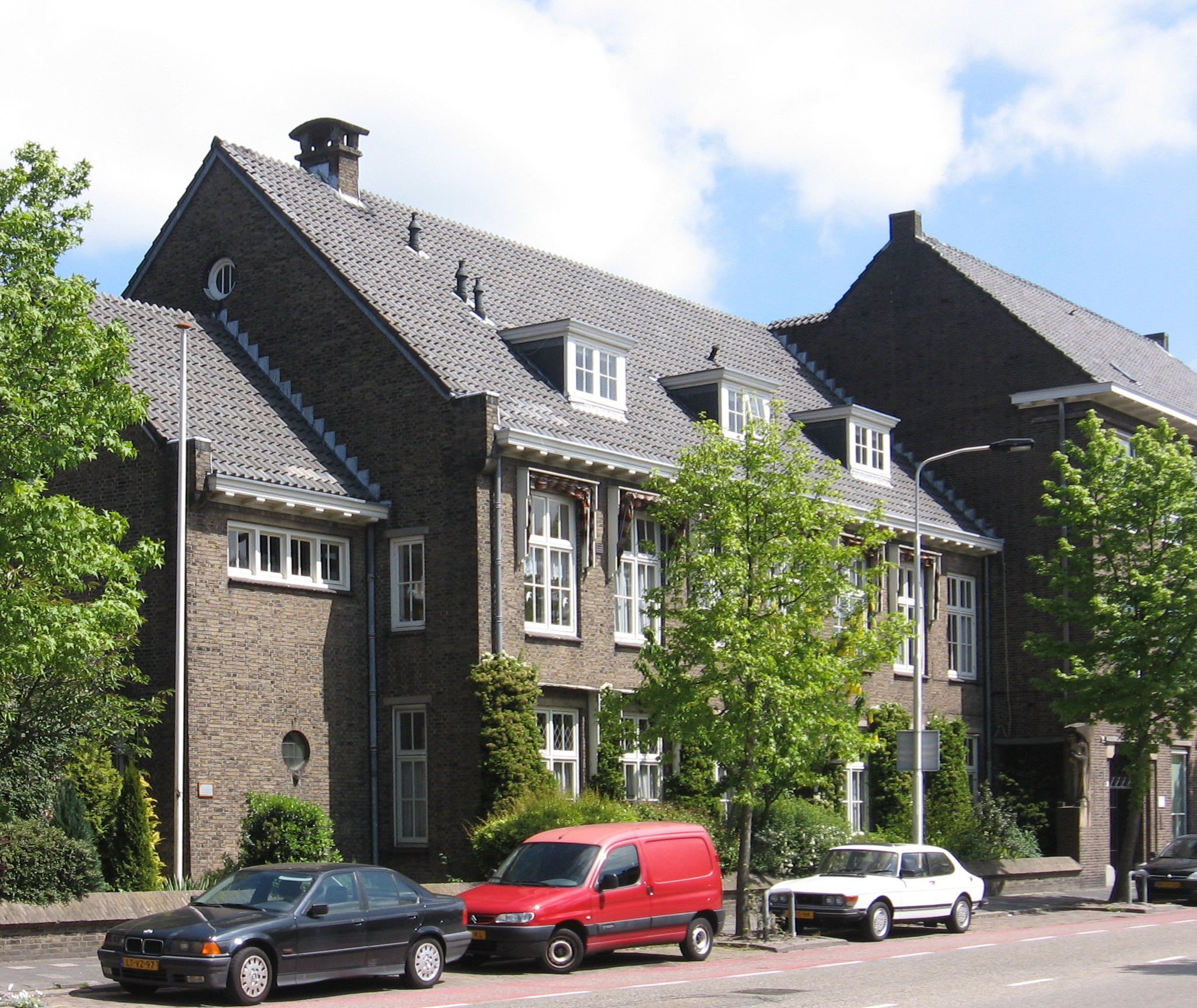
Parochiehuis Nassaulaan te Delft (1938)